# Louise Currey
Louise Currey, z domu McPaul (ur. 24 stycznia 1969 w Port Kembla) – australijska lekkoatletka specjalizująca się początkowo w siedmioboju, a następnie w rzucie oszczepem.
Dwukrotna złota medalistka Igrzysk Wspólnoty Narodów w rzucie oszczepem – Victoria 1994 i Kuala Lumpur 1998. Wicemistrzyni olimpijska z Atlanty (1996).
Trzy razy brała udział w mistrzostwach świata – Tokio 1991 (6. miejsce), Göteborg 1995 (13. miejsce) i Sewilla 1999 (5. miejsce). W igrzyskach olimpijskich w Barcelonie zajęła 11. miejsce, a w Sydney w roku 2000 uplasowała się na 31. miejscu. Rekord życiowy: 66,80 m.